# Landgasthof Langwied

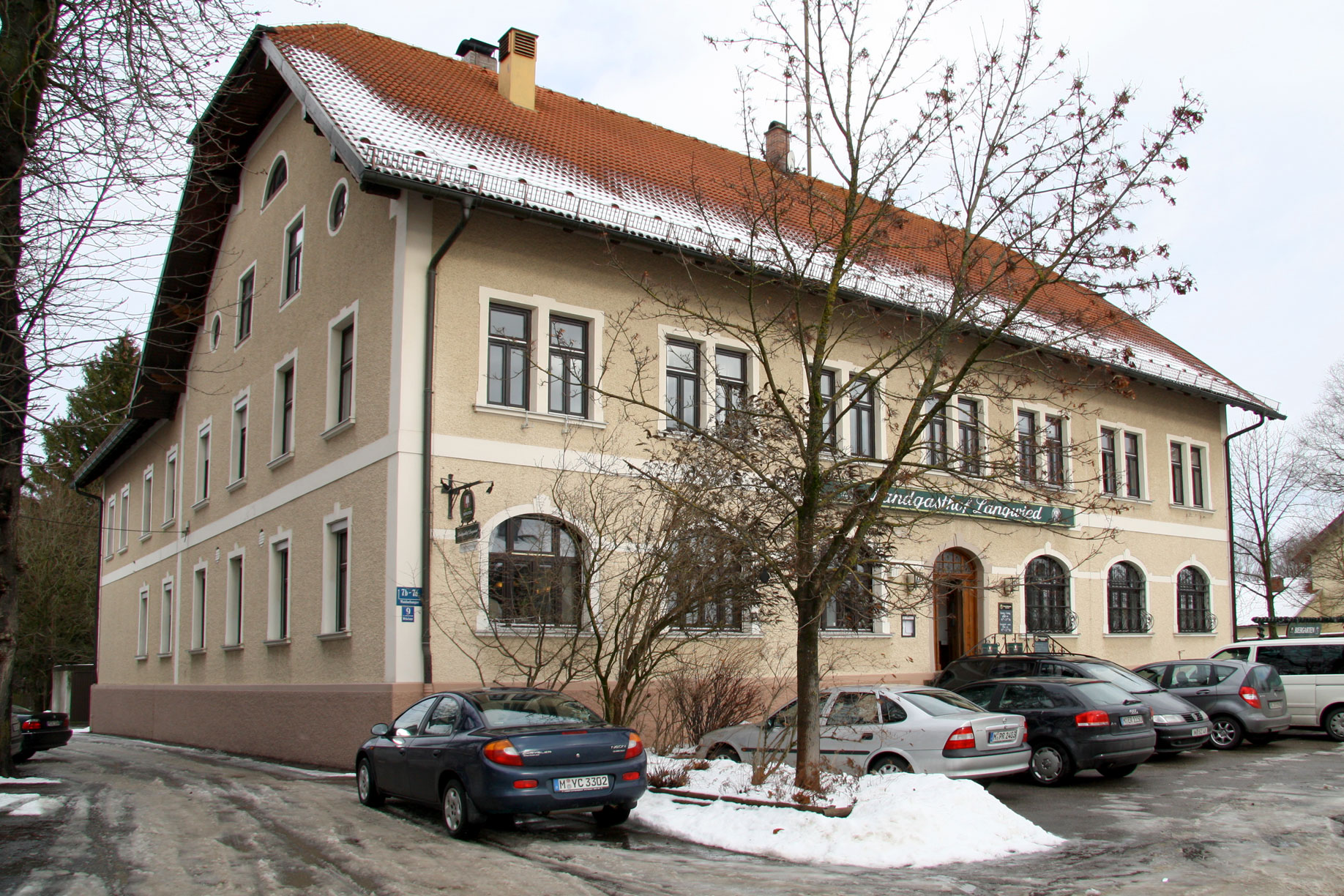
Landgasthof Langwied

Der Landgasthof Langwied ist ein Gasthof in München. Das Gebäude ist als Baudenkmal in die Bayerische Denkmalliste eingetragen.

## Beschreibung
Der Landgasthof Langwied liegt im Ortskern des Münchner Stadtteils Langwied am Waidachanger 9 an einer Stelle, an der diese Straße einen Bogen nach Osten macht. Der Gasthof wurde 1900 auf einem Grundstück errichtet, das bis dahin unbebaut geblieben war. 1984/85 wurde er saniert und das Obergeschoss, das bis dahin einen Tanzsaal enthielt, für die Nutzung als Hotel umgebaut.
Das Gebäude hat einen L-förmigen Grundriss. Der zweigeschossige Hauptbau erstreckt sich entlang der Straße in Ost-West-Richtung. Er ist etwa 30 m lang und 15 m breit und trägt ein Schopfwalmdach. An seinem Westende schließt sich nach Norden ein ebenfalls zweigeschossiger, etwa 12 m langer und 9 m breiter Flügel an.
Die Südfassade an der Straße hat sieben Fensterachsen, im Erdgeschoss Rundbogenfenster und im Obergeschoss Doppelfenster. Zu der ebenfalls rundbogigen Eingangstür in der Mittelachse führt eine zweiläufige Freitreppe hinauf.